# Rainer Lischka

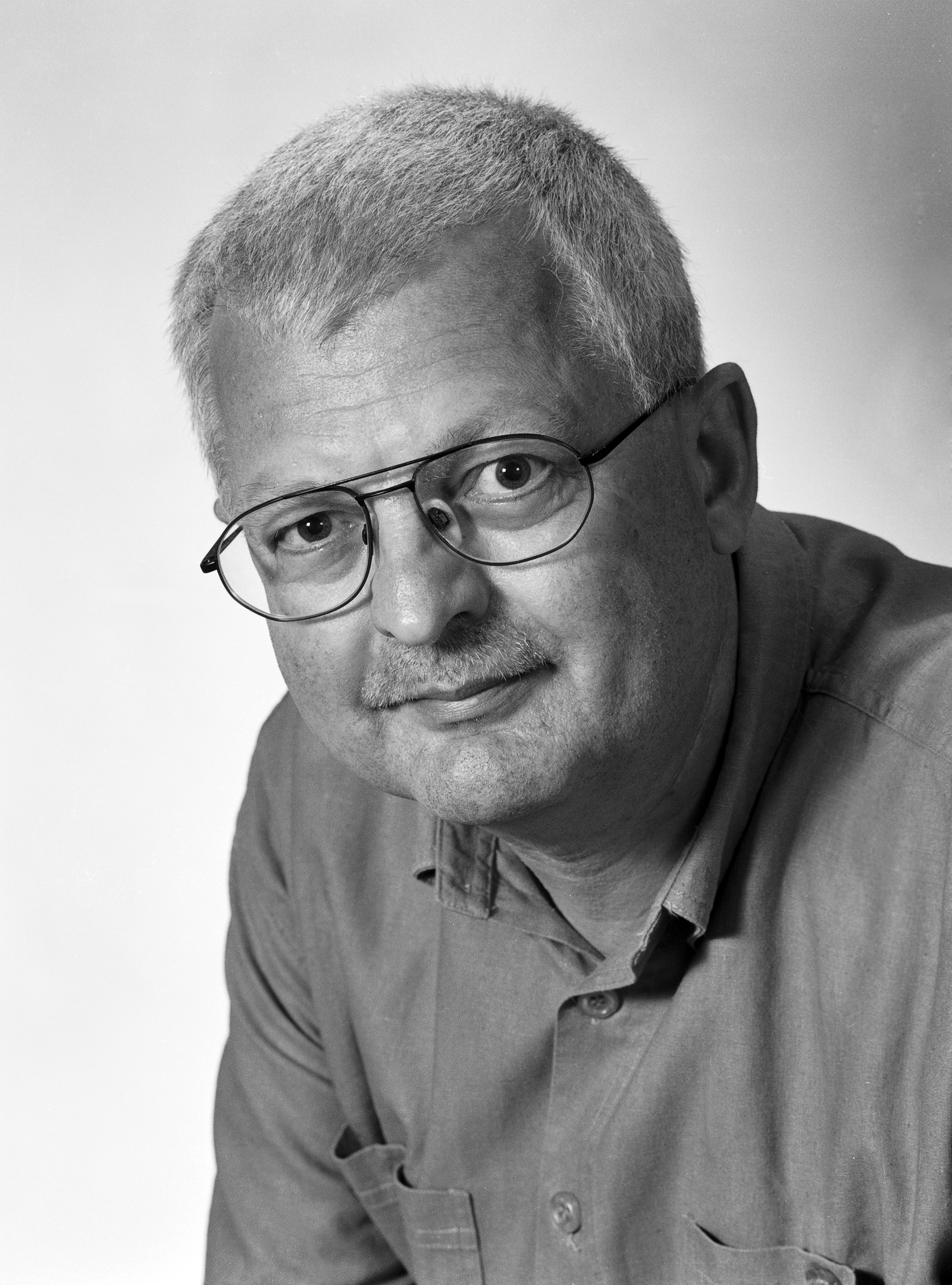
Rainer Lischka, 2001

Rainer Lischka (* 25. April 1942 in Zittau) ist ein zeitgenössischer deutscher Komponist.
Neben seiner Lehrtätigkeit als Professor für Komposition und Tonsatz/Gehörbildung an der Dresdner Musikhochschule schuf er Kammermusik-, Vokal-, Orchester- und Bühnenstücke sowie Kompositionen für Musikschulen und Kinderchöre.

## Leben

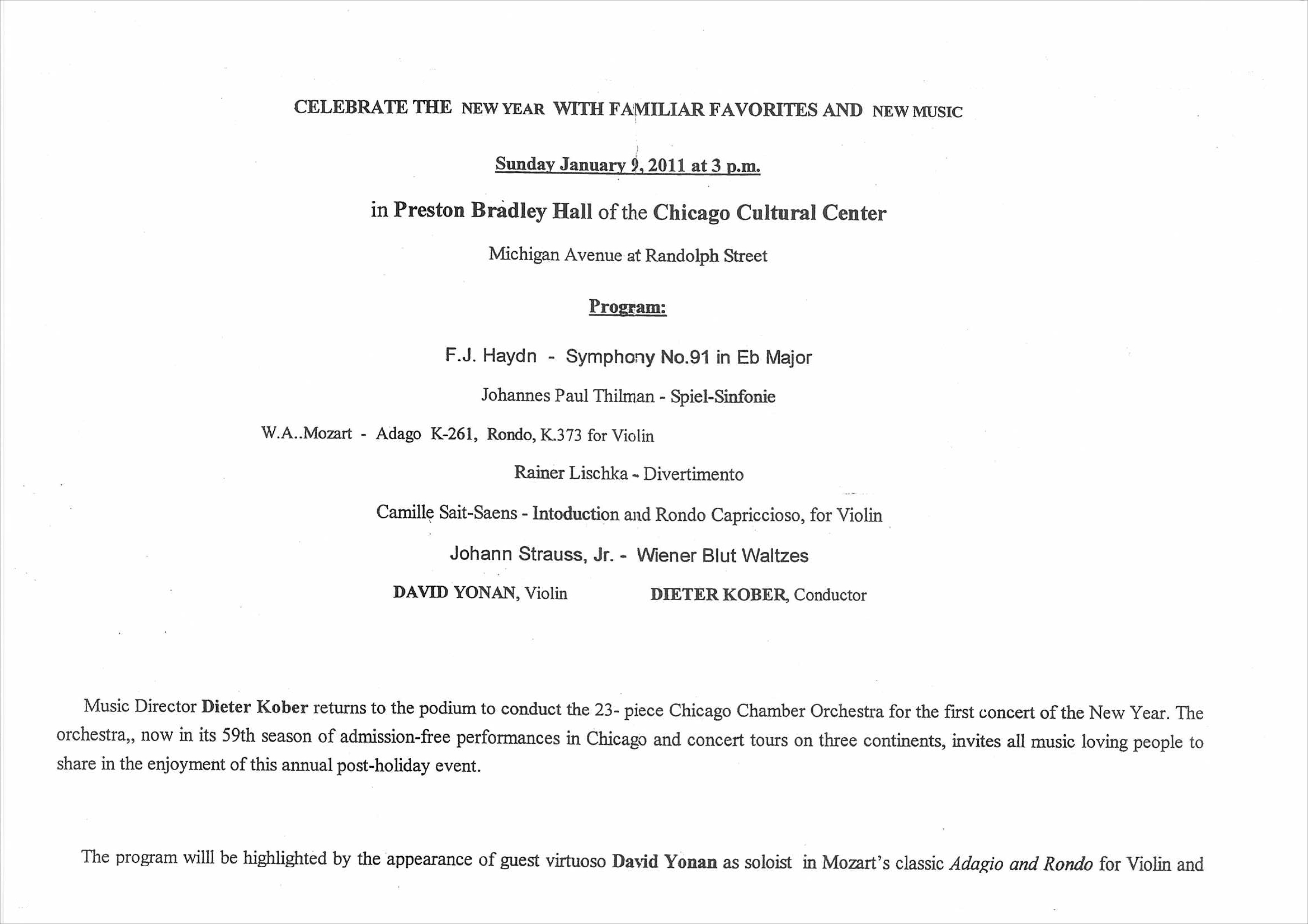
Konzert-Ankündigung des Chicagoer Kammerorchesters am 9. Januar 2011 in der Preston Bradley Hall des Chicago Cultural Center

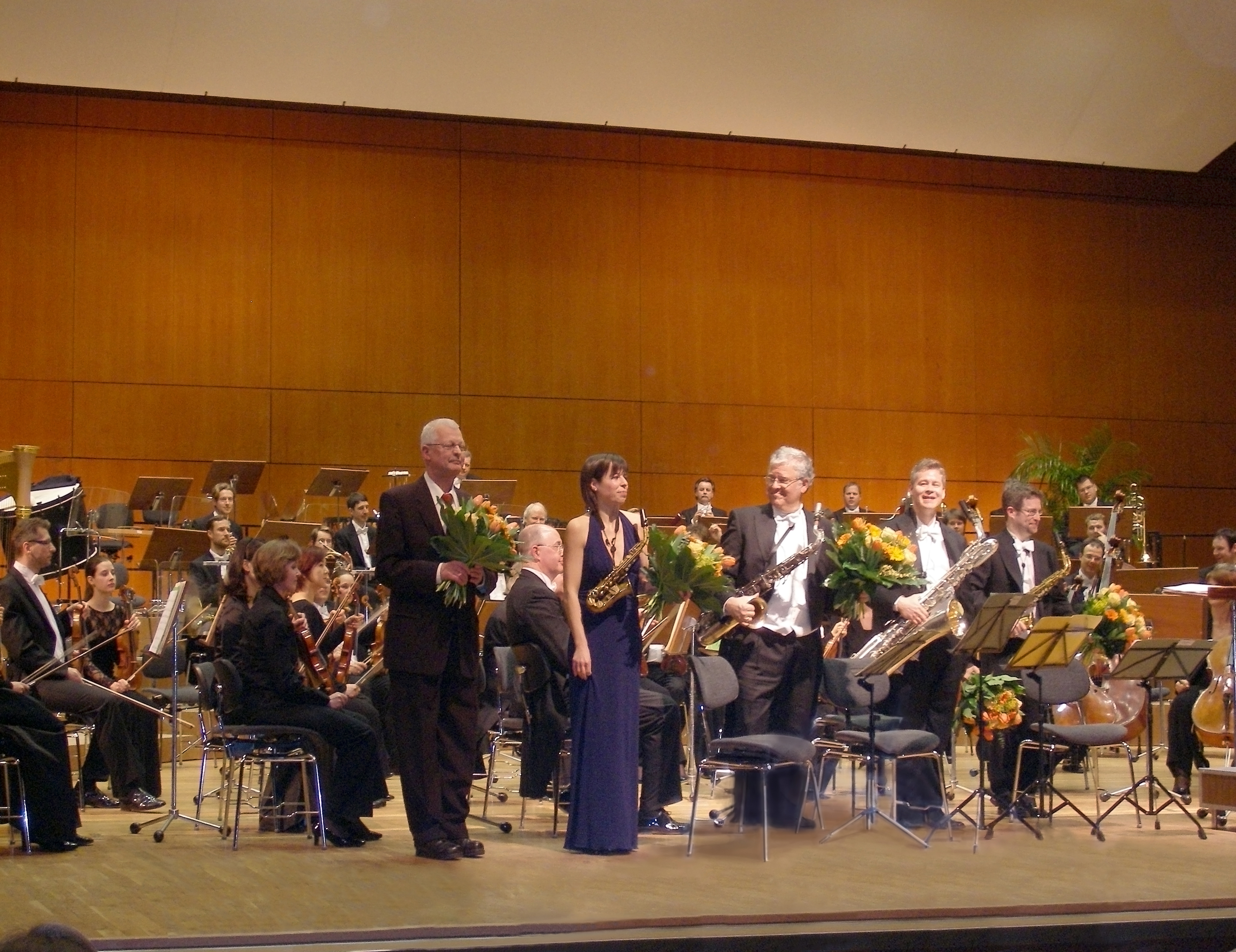
Rainer Lischka mit den Solisten des Raschèr Saxophone Quartet nach einer Aufführung des „Konzertes für Saxophon-Quartett und Orchester“ am 6. März 2010 im Dresdner Kulturpalast

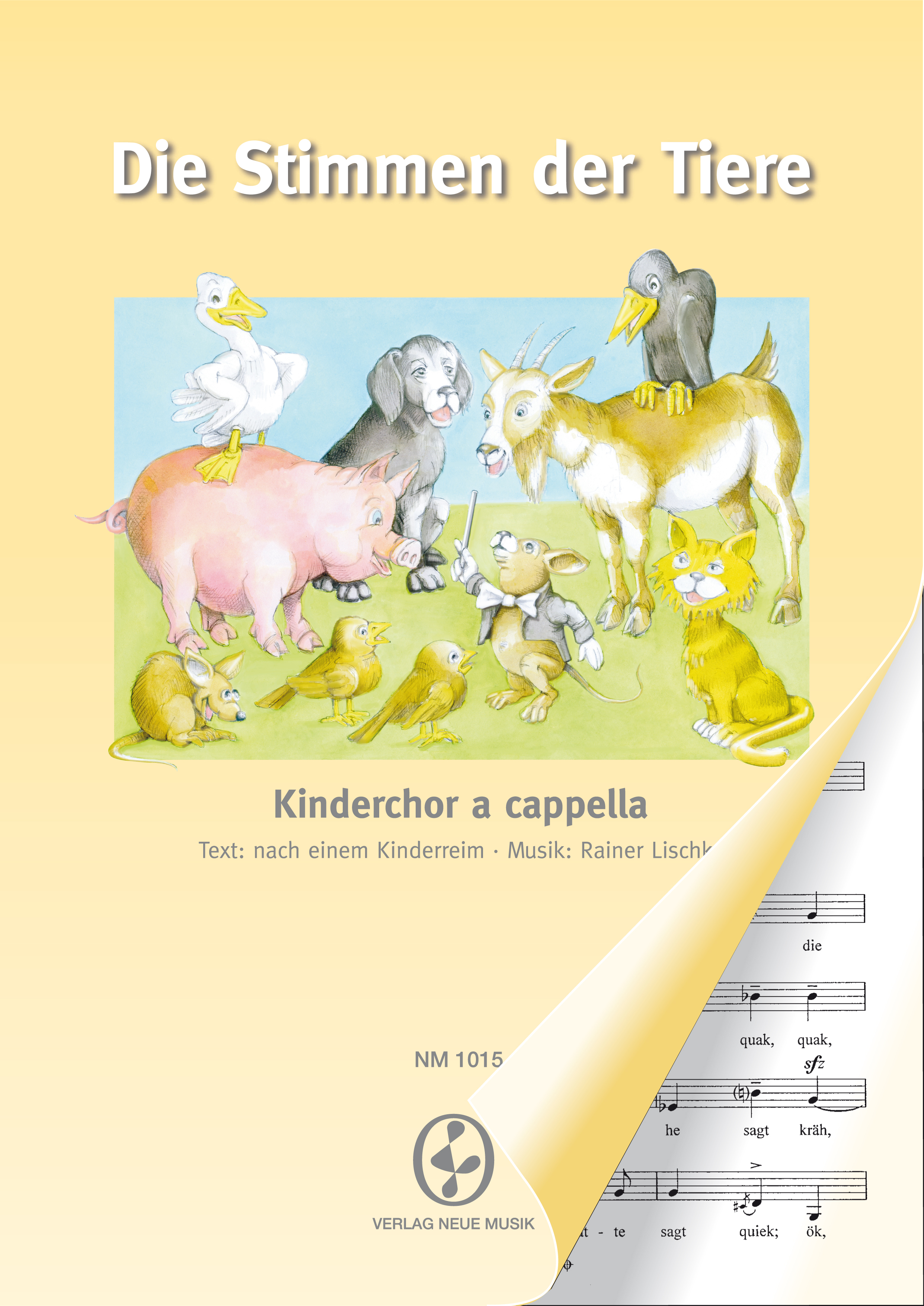
Titelbild der Partitureinblendung „Die Stimmen der Tiere“ (Verlag Neue Musik, 1972)

Rainer Lischka erhielt mit zehn Jahren zunächst Akkordeon-, später auch Klavierunterricht. Nach seinem Abiturabschluss nahm er 1960 ein Studium im Fach Musikerziehung an der Hochschule für Musik Carl Maria von Weber Dresden auf. Lischka studierte Klavier bei Theo Other und Wolfgang Plehn. Fakultativ erhielt er Kompositionsunterricht bei  Manfred Weiss. 1962 wählte er Komposition als erstes Hauptfach. Seine Lehrer waren Johannes Paul Thilman (Komposition), Günter Hörig (Arrangement) sowie Conny Odd (Bühnenmusik). Das „genreübergreifende Komponieren und Improvisieren“ spielte von Anfang an eine wesentliche Rolle für das künstlerische Schaffen Lischkas. Im Jahre 1966 machte er sein Diplom und schloss eine dreijährige Aspirantur für Komposition bei Johannes Paul Thilman an. Von 1969 bis 1971 erhielt er das Mendelssohn-Stipendium.
In den Jahren 1970 bis 2007 unterrichtete Rainer Lischka an der Dresdner Musikhochschule Komposition und Tonsatz/Gehörbildung. An gleicher Wirkungsstätte wurde er 1992 zum Professor für Komposition/Arrangieren berufen.
Lischkas Kompositionen sind stark rhythmisch geprägt und wirken oft sehr beschwingt und tänzerisch. Besonders in seinen  Werken für Kinder und Jugendliche zeigt sich sein Sinn für Humor. Für ihn sind „Unterhaltsamkeit und Leichtigkeit“, die in der ernsten Musik oft als oberflächlich gelten, „erstrebenswerte, wenn auch schwer herstellbare künstlerische Qualitäten“. Zur Beschreibung der Musik Rainer Lischkas werden gern George Gershwin und Leonard Bernstein herangezogen: „Auf der Höhe zeitgenössischer Kompositionstechnik befindlich, hat Lischka mit Fortschreibung von Impulsen aus dem Jazz und diversen rhythmisch-tänzerischen Elementen, die an Gershwin und Bernstein denken lassen, eine ganz eigene Tonsprache entwickelt, die Interpreten wie Zuhörern gleichermaßen Freude bereitet, was bei Neuer Musik recht selten geworden ist.“
Impulse aus dem Jazz werden in dem 1997 im Gobelinsaal der Dresdner Gemäldegalerie Alte Meister uraufgeführten „Nachtstück“ für Streichquartett und Perkussion deutlich, ein Ergebnis enger Kooperation mit dem Jazz-Musiker Günter „Baby“ Sommer.
In vielen Werken verfolgt Rainer Lischka nicht zuletzt auch „musikpädagogische Intentionen“. Ein Schwerpunkt seines kompositorischen Schaffens ist die Chormusik für Kinder. Zu seinen gelungensten Stücken zählt „Die Stimmen der Tiere“ (1972). Hierbei handelt es sich um einen vierstimmigen, kunstvollen Chorsatz, der bis heute weltweit gesungen wird. Für seine Kinderchor-Kompositionen auf Kinderreime und Texte von Alfred Könner, Heinz Kahlau und Heinz Günter Behnert erhielt er von den Rundfunkanstalten OIRT 1974 in Budapest, 1976 in Berlin und 1980 in Warschau erste Preise. Mit dem Kinderchor der Dresdner Philharmonie und seinem Leiter Jürgen Becker gab es eine langjährige, produktive Zusammenarbeit. Doch entstanden auch Chorkompositionen in Kooperation mit dem Rundfunkkinderchor Berlin, dem Kinder- und Jugendchor der Stadt Halle (Saale) und der Mädchenkantorei Basel in Verbindung mit dem Raschèr Saxophone Quartet.
Mehrere seiner Kammermusik- und Orchesterwerke wurden von der Sächsischen Staatskapelle Dresden und der Dresdner Philharmonie  uraufgeführt, wie zum Beispiel das Orchesterstück und Auftragswerk „Akzente“ (UA 1984), das „Konzert für Posaune und Orchester“ (UA 1990) sowie das „Tresillo-Concertino“ für Trompete und Kammerorchester (UA 2001). Die Kompositionen Rainer Lischkas waren  in den USA, in Polen, Ungarn, Finnland, Japan, China, Brasilien, Österreich und in der Schweiz zu hören.
Rainer Lischka ist Mitglied des Deutschen Komponistenverbandes und des Sächsischen Musikbundes. Er lebt und arbeitet in Dresden.

## Werke (Auswahl)

### Kammermusik
- 1964 Stück in vier Sätzen
- 1973 Kontakte für Altflöte, Vibraphon und Kontrabass
- 1975 Drei Skizzen für Basstuba/Bassposaune und Klavier
- 1988 Bläseroktett Suite sereine
- 1989 Divertimento für Streichorchester
- 1997 Streichquartett Nachtstück für Violoncelli und Perkussion
- 1998 Saxophon-Quartett TAKTFEST
- 1999 Tango per due für Violine und Viola
- 2003 Duo notturno für Englischhorn und Harfe
- 2006 Prompt (3 Stücke für Violoncelli)
- 2008 Streichquartett Tanguidad
- 2010 Wendungen für Flöte, Klavier, Kontrabass und Drums
- 2010 Tritonus-Trio für Klarinette, Violoncello und Klavier
- 2010 Lockrufe für Flöte, Violoncello und Klavier
- 2011 Kater Bassetto (Bassetthorntrio)
- 2012 Dulcinea für Violoncello und Klavier

### Orchester
- 1983 Akzente
- 1988 Konzert für Posaune und Orchester
- 2001 Tresillo-Concertino für Trompete und Kammerorchester
- 2005 Konzert für Saxophon-Quartett und Orchester
- 2010 Fantastische Physik
- 2011 Concertino latino für Violoncello und Kammerorchester
- 2014 Concertino delizioso für Kontrabass und Streicher
- 2014 Mariannen-Suite für Akkordeon-Orchester

### Chor
- Hausinschriften (SATB)
- Das Narrenschiff (SATB)
- Dresdner Glockensprüche (Chor I: SSA, Chor II: SAA)
- Irischer Segenswunsch (Chor: SSATBB + Altsaxofon)
- Bedenke (SSATBB)

### Stücke für Kinderchor
- Der Uhrmacherladen (1-st. mit Klavier)
- Die Stimmen der Tiere (SSAA)
- Meißner Glockenspiel (SSAA mit Klavier)
- Luther-Sprüche (SSA mit Saxophonquartett)

### Orgel
- 1983 Hommage à Gottfried Silbermann
- 1997 Introduktion und Passacaglia
- 2006 Präludium und Fuge
- 2006 Narziss für Englischhorn und Orgel
- 2007 Großer Gott, wir loben dich / Te Deum Laudamus
- 2013 Soli Deo Gloria
- 2014 Christe, du bist der helle Tag

### Musical
- 1973:  Nach Alphonse Daudet: Der große Held Tatarin, UA (Staatsoperette Dresden)

## Auszeichnungen
- 1974 1. Preis beim OIRT Kompositionswettbewerb für Kinderchor, Budapest
- 1976 1. Preis beim OIRT Kompositionswettbewerb für Kinderchor, Berlin
- 1980 1. Preis beim OIRT Kompositionswettbewerb für Kinderchor, Warschau
- 1986 Martin-Andersen-Nexö-Kunstpreis der Stadt Dresden
- 1995 2. Preis beim Kompositionswettbewerb zum 2. Internationalen Robert-Schumann-Chorwettbewerb in Zwickau (Kategorie Frauenchor)

## Diskografie
- 1978 „Das getrommelte Echo“, in: Musik von Großen für Kleine, LP, NOVA
- 1998/99 „Match“, in: Trombonly & Friends, Detmolder Instrumentalklassen vorgestellt, Vol. 4, CD, Hochschule für Musik Detmold
- 2001 „Brilliant Bass“, auf: Brilliant Brass – SemperBrass, CD, Deutsche Schallplatten
- 2007 „Akzente“ und „Tresillo-Concertino“, auf: Dresdner Konzerte, Rainer Lischka und sein Lehrer Johannes Paul Thilman, in der Reihe Zeitgenossen – Musik der Zeit, Vol. 28, CD, Hastedt Verlag & Musikedition
- 2008 „Die Stimmen der Tiere“, auf: Chormusik a cappella 1950-2000, CD, Deutscher Musikrat in Kooperation mit RCA Red Seal/Sony Music Entertainment
- 2008 „Hommage à Gottfried Silbermann“, auf: Hommage à Gottfried Silbermann, Hansjürgen Scholze an der Silbermannorgel in der Kathedrale zu Dresden, CD, MOTETTE
- 2015 „Lockrufe“, auf: Mating Calls, CD, Profil (Edition Günter Hänssler)

## Schüler
Viele der Schüler Rainer Lischkas wirken heute je nach persönlichem Profil in den verschiedenen Bereichen des öffentlichen Musiklebens. Zu ihnen gehören u. a. Michael Fuchs, Erik Kross, Steffan Claußner, Thomas Kupsch, Rolf Thomas Lorenz, Hans Hütten, Andreas Scotty Böttcher, Torsten Rasch, Paul Taube, André Engelbrecht, Lars Juling, Thomas Berlin, Malte Rogacki, Wolfgang Torkler, Michael Kaden, Peter Andreas, Frieder Zimmermann, Silvio Schneider, Jörg Nassler, Stefan Jänke, Martin Müller, Andreas Kersting, Andreas Gundlach, Jochen Aldinger, Holger Miersch, Stefan Flügel, Hans-Richard Ludewig, Micha Winkler, Renard Aust und Robin Hoffmann.